# بودا-کاشالیووا
بودا-کاشالیووا (به لاتین: Buda-Kashalyova) یک منطقهٔ مسکونی در بلاروس است که در Buda-Kašaliova District واقع شده‌است. بودا-کاشالیووا ۸٬۸۰۰ نفر جمعیت دارد.